# 異雀一
異雀一(天燕座ζ)，又名CP-67 3310，HD 156277、SAO 253882、HR 6417，是天燕座的一颗恒星，视星等为4.78，位于銀經324.4，銀緯-17.1，其B1900.0坐标为赤經17h 11m 32.3s，赤緯-67° -17.1′ 58″。